# アーケオケラトプス
アーケオケラトプス（学名 Archaeoceratops、「古代の角のある顔」の意味）は、中生代前期白亜紀の中国に生息していたネオケラトプシアに属する角竜である。全長は約0.9メートルから約1.5メートルで草食で体重は10キロ程度だった。アーケオケラトプス・オシマイとアーケオケラトプス・ユージンジエンシスの2種から知られる。アルカエオケラトプスとも呼ばれる。

## 概要

### 発見

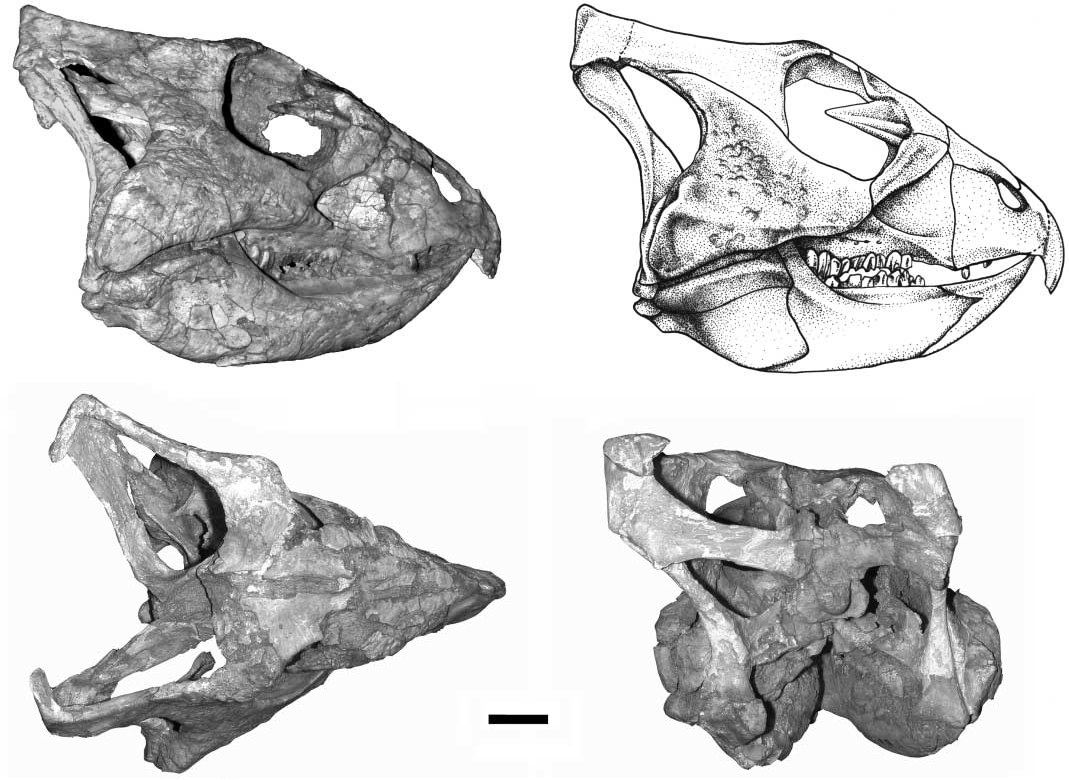
アーケオケラトプス・オシマイの頭蓋骨

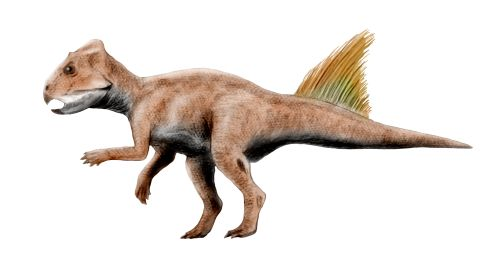
アーケオケラトプス・ユージンジエンシスの想像図

ほぼ完全な頭骨と部分的な体の骨が発見されている。1992年に日本と中国が共同で行ったシルクロード恐竜発掘調査により中国甘粛省新民堡層群で発見され、1997年にアーケオケラトプス・オシマイが記載された。また、2010年にはアーケオケラトプスの新種であるアーケオケラトプス・ユージンジエンシスが記載された。

### 特徴
角はなく、頭部の後ろには短いフリルがあった。鳥のようなとがったくちばしがあり、くちばしに歯がある。原始的な特徴として口の前側に歯があり、上顎と下顎の歯の形は異なり上顎の歯はプロトケラトプス、下顎の歯はプシッタコサウルスに似ていた。体は全体的に細く4足歩行もでき、角竜類としては珍しく、ミクロケラトゥスと同じ二足歩行をしていた。また、フリルはあるが角はない。リャオケラトプスより少しだけ進化していた。

## 名前の由来
トリケラトプスのようなケラトプス類の祖先に近い恐竜であるとされることから、アーケオ（古代の）ケラトプス（角のある顔）と命名された。また種名のオオシマイ("oshimai")は、日中シルクロード発掘調査を支援した中日新聞社の大島宏彦顧問にちなんで名づけられた。